# Expresszvonat

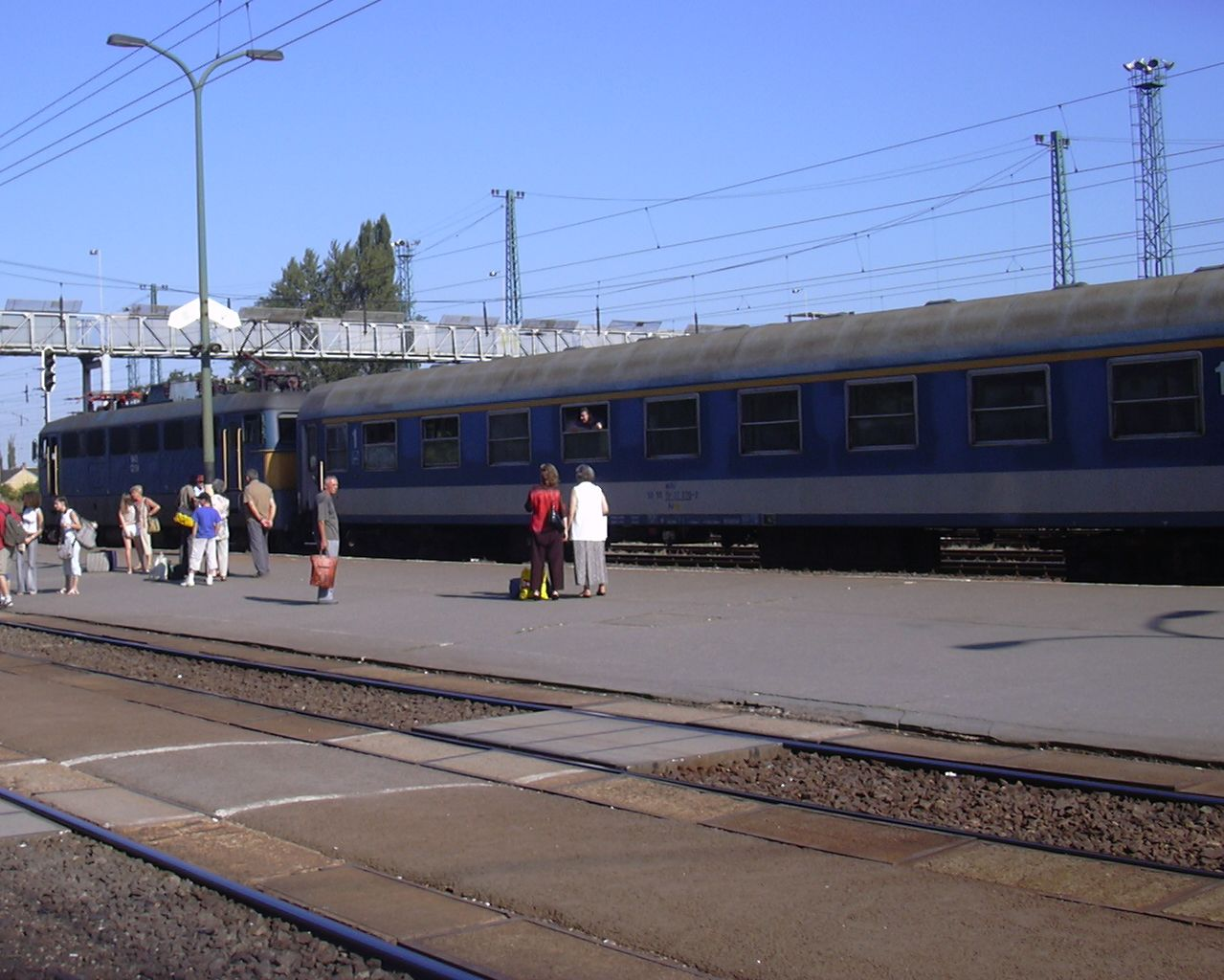
Egy Ao sorozatú személykocsi Cegléd állomáson egy gyorsvonatba sorozva

Az expresszvonat olyan járat  amely a vonalon csak kevés állomáson áll meg. (Az InterCity-k elődjének tekinthető). A menetrendben az expresszvonatokat vastagon szedett betűkkel ábrázolják, és a vonatszám előtt Ex felirat áll, az állomási érkező-induló vonatok menetrendben piros betűkkel. Az expresszvonatokra a helyjegy váltása kötelező. A mai expresszvonatok megállási rendje és komfortfokozata nagyjából megegyezik a gyorsvonatéval, a helyjegy emiatt olcsóbb, mint az InterCity vonatokon.

## Magyarországi története

### 1991 előtt
Régebben Magyarországon az expresszvonatok javarészt a csak a nagyvárosokban megálló nemzetközi vonatok voltak. Az 1950-es évektől szezonálisan közlekedtek expresszvonatok Budapest és a Balaton között Badacsony, Sió és Helikon néven, ezek csak nagyon kevés helyen álltak meg. 1959-ben elindult a Borsod Expressz Budapest és Miskolc között, amely a nyári időszakban a Balatonig tovább közlekedett.
A komfortos belföldi expresszvonatok története az 1960-as évekre nyúlik vissza, ekkor kezdte el a MÁV fejleszteni és hálózatba szervezni az InterCity-k elődjének tekinthető szolgáltatást. 
1962 nyarán indul el Budapest és Miskolc között a Lillafüred Expressz, amely kezdetben csak szezonálisan közlekedett.
1963-ban elindult a Budapestről Debrecen–Nyíregyháza irányába a Hajdú ,-és Szabolcs Expressz.
1967. május 28-án elindult Budapest–Miskolc–Nyíregyháza viszonylatban a Tokaj Expressz (az első próbaút 1967. május 16-án volt.)
Az expresszvonatok szerelvényei jellemzően gyorsvonati összeállítással közlekedtek, emiatt gyorsvonati jeggyel lehetett őket igénybe venni, viszont a gyorsvonatokkal ellentétben ezekre kötelező volt a helyjegy váltás is, valamint jóval kevesebb helyen álltak meg, mint a gyorsvonatok, és mindegyik vonat továbbított bisztrókocsit. A Budapest felé közlekedő expresszeken lehetősége volt az utasnak taxi-előrendelést intézni egy szelvény segítségével. 
1968. május 26-án indultak Pécs és Szeged felé, ezek a Mecsek -és a Szeged Expresszek voltak, Miskolc felé később a Lilla Expressz is elindult, nyáron pedig megindult Keszthely felé a Balaton Expressz.
1968 októberében lépett hatályba az 1968-as közlekedéspolitikai koncepció, majd 1969 márciusában az leálltak az 1946-ban indult belföldi repülőjáratok.
1969-ben megindult az expressz-szolgáltatás Veszprém, Szombathely, Zalaegerszeg felé, a Savaria -és a Göcsej Expresszel.
1970-ben megindult Kaposvárra a Somogy Expressz, majd 1971-ben megindult Budapest–Győr–Sopron–Bécs viszonylatban az Arrabona Expressz, majd megindult Békéscsaba felé a Csaba Expressz.
1972-ben megindult Nagykanizsára a Kanizsa Expressz, Sopronba meg a Ciklámen Expressz, ezenkívül a Lillafüred -és Szabolcs Expressz útvonala Záhonyig hosszabbodik.
1973-ban a Hajdú Expressz útvonala Záhonyig hosszabbodik, és megindul nyári főszezonban a Füred Expressz Budapest és Balatonfüred között.
1976-ban megindult Szegedre a Napfény Expressz, Kaposvárra a Zselic Expressz, Sopronba meg a Lővér Expressz. Ezzel egyidőben megszűnt a Lillafüred Expressz, helyette megindult a Zemplén Expressz Sátoraljaújhelyre, valamint Gyulára a Körös Expressz, a Csaba Expressz útvonala pedig Kötegyánig hosszabbodott (a későbbiekben ismét Békéscsaba lett a végállomása).
1979-ben megszűnt a Zemplén Expressz, a helyét gyorsvonat vette át, és újraindult a Borsod Expressz Budapest és Miskolc között.
1982-ben megszűnik a Zselic Expressz, helyette megindul Pécsre a Baranya Expressz, valamint megindul Budapest–Székesfehérvár–Veszprém–Szombathely viszonylatban a Bakony–Őrség Expressz.
Az Arrabona Expressz pár évnyi szünet után 1986-ban újraindul Budapest és Bécs között, de Sopron helyett Hegyeshalmon keresztül közlekedik.

### 1991 után
1991-től a szegedi Szeged Expressz Maros Expressz néven közlekedik. Ebben az évben indult Magyarországon az InterCity közlekedés. Az új vonatnem járatai a korábbi expresszvonatok forgalmát vették át, emiatt az új IC-k is gyakrabban az általuk kiváltott expressznek a nevét kapták meg. (A Szombathelyre közlekedő Savaria IC a korábbi expresszel ellentétben már nem Veszprémen, hanem Győrön és Csornán keresztül közlekedik). Először a Miskolc felé közlekedő expresszeket váltották fel, majd 1992-ben a Debrecen, Nyíregyháza, 1994-ben a Pécs és Szeged, 1995-ben a Sopron és Szombathely felé közlekedő expresszeket váltották fel az IC-k.
1994-től az Arrabona Expressz meghosszabbított útvonalon, Záhony és Bécs között közlekedik.
1997-ben megszűnt az utolsó belföldi expresszvonat, így Békéscsaba, Kaposvár,  Zalaegerszeg és a Balaton felé is IC-k kezdtek közlekedni.
A nemzetközi expresszvonatok közül a Saxonia Expressz 2000. szeptember 25-ig, az Orient expressz 2001. június 10-ig közlekedett Magyarországra.
2004-ben néhány vonalon újra közlekedtek expresszvonatok név nélkül, ezek leginkább a gyorsvonatokat váltották fel (például Sopron, Szombathely és Zalaegerszeg felé), és csak fakultatív helyfoglalási lehetőség volt rajtuk, de 1 év múlva ismét gyorsvonatok közlekedtek helyettük.
A 2009-es menetrendváltással egy új expresszvonatpár közlekedik Szeged–Miskolc viszonylatban: Szeged–Kistelek–Kiskunfélegyháza–Kecskemét–Újszász–Jászberény–Hatvan–Vámosgyörk–Kál-Kápolna–Füzesabony–Mezőkövesd–Nyékládháza–Miskolc útvonalon.
Az expresszvonat a menetrendváltással átalakuló Szeged–Záhony/Miskolc viszonylatú gyorsvonatot jelenti, melynek a Záhonyba közlekedő része megszűnt, így a gyorsvonat expresszvonatként közlekedik Szegedről Miskolcra, továbbra is Cegléd, illetve ez évtől Szolnok állomás érintése nélkül, egy órával rövidebb menetidővel. Ez a vonat Campus Expressz néven közlekedik.
Szintén menetrendváltással a nyári Szeged–Fonyód viszonylatú fürdősvonat Aranyhíd Expressz néven közlekedik, és szintén a nyári menetrend idején Budapest–Siófok viszonylatban közlekedett fűrdősvonat Siófok Expressz néven, ez utóbbi később tovább ment Fonyódra, bár ez a vonat a menetrendekben gyorsvonatként jár, az "Expressz" név reklám céljából szerepel. Ezek az expresszek már a gyorsvonatokhoz hasonlóak voltak, azzal a különbséggel, hogy kötelező volt rájuk a helyjegy váltás, és a mai belföldi expresszek is ezt a szolgáltatást nyújtják.
A 2012/2013-as menetrendváltással egyidőben a korábbi Budapest–Baja viszonylatban közlekedő Gemenc IC és Sugovica IC, továbbá a Budapest–Kaposvár viszonylatban közlekedő Kapos IC, valamint a Sátoraljaújhely–Budapest viszonylatban közlekedő Zemplén IC is expresszvonatként közlekedik. A nyári menetrend idején Miskolc–Balatonszentgyörgy viszonylatban fürdősvonat közlekedik Ezüstpart Expressz néven. Ebben az évben a Siófok Expressz nem közlekedett.
A 2013/2014-es menetrendváltással egyidőben iskolaidőben vasárnaponként expresszvonat közlekedett Győr–Budapest-Déli pályaudvar között Tálentum Expressz néven, ezzel egyidőben pedig megszűnt a Kapos Expressz. 2014. június 21-től az Aranyhíd- és Ezüstpart Expressz meghosszabbított útvonalon, Keszthelyig közlekedik, és ismét jár a Siófok Expressz, szintén Keszthelyig meghosszabbítva.
2015. június 20-tól Budapest-Déli pályaudvar–Siófok–Keszthely/Nagykanizsa viszonylatban új fürdősvonatok közlekedtek Balaton Expressz néven, amelyeknek érdekessége, hogy az országban először InterCity kocsit is továbbítottak, amiben a menetjegyen és a helyjegyen felül IC-pótjegyet is kellett venni, ami tartalmazza a helybiztosítást. Ezzel egyidőben a Siófok Expressz Siófoki FLIRT néven közlekedik, továbbra is gyorsvonatként.
A 2015/2016-os menetrend váltástól Budapest-Keleti pályaudvar–Győr viszonylatban új expresszvonat közlekedett Vaskakas Expressz néven. 2016-tól a nyári Záhony–Keszthely viszonylatú fürdősvonat is expresszvonatként jár Aranypart Expressz néven, a decemberi menetrend váltástól a Zemplén Expressz ismét InterCity  vonatként közlekedik.
2017. április 2-án megszűnt a Talentum és a Vaskakas Expressz, a helyüket gyorsított személyvonatok vették át. 2017-től a nyári Győr–Keszthely viszonylatú fürdősvonat is expresszvonatként közlekedik Tanúhegy Expressz néven.
2018-tól a Balaton Expressz vonatok kizárólag Budapest-Déli pályaudvar–Keszthely viszonylatban közlekednek, ezzel egyidőben új fürdősvonatok közlekedtek Budapest-Déli pályaudvar–Nagykanizsa viszonylatban Tópart Expressz néven, amelyek szintén továbbítottak IC kocsit, amikbe a menetjegyen és a helyjegyen felül IC-pótjegyet is kell venni.
2019-től a Budapest–Split viszonylatú Adria, valamint a Budapest–Koper/Rijeka (Fiume) viszonylatú Istria nemzetközi gyorsvonat is expresszvonatként közlekedik, ezzel egyidőben az Arany- és Ezüstpart Expressz csak Balatonszentgyörgyig közlekedik, amik az Aranyhíd Expresszel együtt immár IC kocsit is továbbítanak, amikbe a menetjegyen és a helyjegyen felül IC-pótjegyet is kell venni, továbbá a nyári időszakban a Budapest–Siófok–Zágráb viszonylatú Agram és Gradec nemzetközi gyorsvonat is expresszvonatként közlekedik.

### 2020 után
2020-tól az Ezüstpart Expressz tovább közlekedik Sátoraljaújhelyre, ezzel egyidőben megszűnt a Tanúhegy Expressz (az utolsó vonat 2019. augusztus 25-én közlekedett), helyette a Győr–Balatonszentgyörgy viszonylatban 2 óránként közlekedő InterRégió vonatokkal lehet utazni. (2023-tól újból járt Tanúhegy nevű vonat, de sebesvonatként).
2021. április 10-én megszűnt a Gemenc Expressz, a Sugovica Expressz meg a budapesti Keleti pályaudvar helyett a Déli pályaudvarra közlekedik, és csak Budapest irányába közlekedik. Május 1-től új expresszvonat közlekedik Budapest-Keleti pályaudvar–Tiszafüred viszonylatban Tisza-tó Expressz néven. Június 19-től a korábbi Budapest-Keleti pályaudvar–Balatonszentgyörgy viszonylatú Jégmadár sebesvonat expresszvonatként közlekedik Szob–Vác–Felsőgöd–Kőbánya felső–Budapest-Kelenföld–Siófok–Fonyód viszonylatban, valamint a Szolnok–Fonyód viszonylatú Napfürdő gyorsvonat is Expresszvonatként közlekedik, illetve a Kelet-Magyarországról Tapolcára közlekedő Tekergő gyorsvonat is Expresszvonatként közlekedik, de Záhony helyett csak Nyíregyházától, ezzel egyidőben az Aranyhíd,- Aranypart- és Ezüstpart Expresszek csak Fonyódig közlekednek, az Aranypart Expressz Záhony helyett csak Nyíregyházától, az Ezüstpart Expressz ismét csak Miskolctól közlekedik, az Adria, Balaton, Gradec- és Tópart Expresszek pedig nyáron is IC vonatként közlekednek. Augusztus 1-től új mentesítő fürdővonat közlekedik Fonyód és Kőbánya-Kispest között Panoráma Expressz néven. Az augusztus 30-i menetrendi módosítástól megszűnt a Campus Expresszvonat, utolsó járat június 13-án volt, és a módosítással egyidőben új expresszvonat indul név nélkül 1941 vonatszámmal vasárnaponként Sopron és Budapest-Déli pályaudvar között, az első járat szeptember 5-én indult, ez a járat a december 12-i menetrend váltástól InterRégió vonatként közlekedik. 2021. szeptember 9-étől a Nyíregyházáról Budapestre közlekedő Televonat expresszvonatként közlekedik név nélkül, 1633 vonatszámmal.
2022-től a Tisza-tó Expressz meghosszabbított útvonalon, Balmazújvárosig közlekedik, május 16-tól pedig új fürdővonat közlekedik Pécs–Keszthely viszonylatban Fenyves Expressz néven. Június 18-tól új fürdővonat közlekedik Szolnok–Nagykáta–Budapest–Fonyód viszonylatban Vitorlás Expressz, és Fonyód–Kőbánya-Kispest viszonylatban Esti Csók Expressz néven, a Panoráma Expressz útvonala Nyíregyháza–Siófok viszonylatra módosul, az Aranyhíd Expressz meghosszabbított útvonalon, Balatonszentgyörgyig, a naponta közlekedő Tekergő Expressz és az Aranypart Expressz szintén meghosszabbított útvonalon, ismét Záhonyig közlekedik, a Napfürdő Expressz útvonala meg Siófokig rövidül. A 20-as vonal felújítása miatt az Istria Expressz ebben az évben Győr–Csorna–Szombathely–Zalaszentiván felé terelve közlekedik.
2023. április 2-tól a Kazincbarcika–Budapest-Keleti pályaudvar viszonylatú gyorsvonat Expresszvonatként közlekedik Sajó Expressz néven. Május 1-től a Tisza-tó,- és a Fenyves Expressz sebesvonatként közlekedik, a Budapest-Déli–Balatonfüred–Tapolca–(Szombathely) viszonylatú Kék Hullám sebesvonatok elő- és utószezonban Expresszvonatként közlekednek. A nyári menetrendtől  a Tekergő Expresszek közül a záhonyi a "Szabolcsi Tekergő" nevet vette fel, a szolnoki meg sebesvonatként Békéscsabára meghosszabbítva "Csabai Tekergő" néven közlekedik, továbbá az Esti Csók,- a Napfürdő,- és a Vitorlás Expresszek InterRégió vonatként közlekednek, az Istria Expressz meg a retró összeállítása miatt a "Retro Istria Expressz" nevet vette fel. Ebben az évben a főszezonban és az utószezonban az Agram IC Expresszvonatként közlekedett.
2024-től a Pécs–Keszthely viszonylatú Fenyves sebesvonat, valamint a Győr–Keszthely viszonylatú Tanúhegy sebesvonat ismét Expresszvonatként közlekedik, és a Szombathely–Keszthely viszonylatú Lesence sebesvonat is Expresszvonatként közlekedik. Június 22-től a Napfürdő InterRégió ismét Expresszvonatként közlekedik, immár Budapest-Déli pályaudvar–Fonyód–Balatonszentgyörgy viszonylatban, valamint a Békéscsaba–Tapolca viszonylatú Csabai Tekergő sebesvonat is Expresszvonatként közlekedik. Szeptemberben, valamint 2025-től májustól júniusig tartó időszakban is hétfőn, szerdán és pénteken a Fenyves Expressz Keszthelytől Tapolcán át Balatonakali-Dörgicse állomásig meghosszabbított útvonalon közlekedik. 2025-től a Lesence Expressz és a Tanúhegy Expressz ismét sebesvonatként közlekedik (utóbbi Győr helyett Szombathelyre), valamint májustól júniusig, illetve szeptemberben hétfőn, szerdán és pénteken név nélkül új Expresszvonat közlekedik Szolnok és Zánka-Erzsébettábor között.
A május 12-i menetrend módosítással a Sajó Expressz iskolaidőben péntekenként Kazincbarcika irányába is közlekedik, és szintén iskolaidőben péntekenként és vasárnaponként új expresszvonatok közlekednek Budapest-Déli pályaudvar és Pécs között Tenkes Expressz, valamint Záhony–Nyíregyháza–Budapest-Nyugati pályaudvar viszonylatban Campus Expressz néven.
2025-ben a nyári főszezonban a Fenyves Expressz két óránként közlekedik, ekkor Tapolcáig meghosszabbítva, viszont a legtöbb vonat csak Kaposvártól közlekedik. Az Aranyhíd Expressz ismét csak Fonyódig közlekedik. A 20-as vonalon végzett felújítási munkák miatt ebben az évben a Retró Istria Expressz Balatonfüred–Tapolca–Ukkon keresztül közlekedik a Keleti pályaudvarról, és a nyári menetrend idején új Expresszvonatok közlekednek 2 óránként Budapest-Nyugati pályaudvar és Szeged között Alföld Expressz néven.

## Szerelvény
2004-ben zömmel Bp kocsikból alkotott vonatok közlekedtek, két expresszvonatot ekkor 2. osztályúként igénybe vehető Ao kocsikból állítottak ki (Aranyhíd Expressz, Campus Expressz). Schlieren-kocsikból is állítanak ki expresszvonatot (Aranypart Expressz, Ezüstpart Expressz). Később Bombardier Talent elővárosi villamos motorvonat is továbbított expresszvonatot (Tálentum Expressz, Vaskakas Expressz, 2012-ig a Siófok Expressz is). 2012-től Siemens Desiro elővárosi dízel motorvonat is továbbít expresszvonatokat (Gemenc Expressz, Sugovica Expressz, 2016-ig a Zemplén Expressz is). 2014-től Stadler FLIRT elővárosi villamos motorvonat is továbbít expresszvonatot (Siófok Expressz, Sajó Expressz, 2024-től a Napfürdő Expressz, 2025-től a Campus Expressz és a Tenkes Expressz is). 2015-től Halberstadti kocsikból is állítanak ki Expresszvonatot (Balaton Expressz, Fenyves Expressz, Kék Hullám Expressz, Tópart Expressz). 2019-től ABmz GOŠA személykocsiból és Bpmz személykocsikból is állítanak ki Expresszvonatot (Agram Expressz, Gradec Expressz). Schlieren + BDdh + Bdmpee összeállítással közlekedik a Tisza-tó Expressz. 2021-től Stadler KISS villamos motorvonat is továbbít Expresszvonatot (Esti Csók Expressz, Jégmadár Expressz, Napfürdő Expressz, Panoráma Expressz, Vitorlás Expressz, 2025-től az Alföld Expressz és a Campus Expressz is). Bo kocsikból is állítanak ki Expresszvonatot (Aranyhíd Expressz, Csabai Tekergő Expressz), Bp kocsikból is (Lesence Expressz, Tanúhegy Expressz), Bhv "Fecske" kocsikból is (Szabolcsi Tekergő Expressz).
Az expresszvonatok korábban fülkés, emelt komfortfokozatú (kép és/vagy tükör a fülkékben, függöny) gyorsvonati kocsikat továbbítottak.

### Expresszvonatok
Utoljára frissítve: 2025. július 10.
| Elnevezés            | Viszonylat | Szerelvény                                                    |
| -------------------- | --- | ------------------------------------------------------------- |
| Ex 1633              | Nyíregyháza – Debrecen – Szolnok – Budapest-Nyugati (vasárnaponként, csak ebben a viszonylatban; korábban Televonatként közlekedett) | Stadler FLIRT                                                 |
| Ex 19607/19606       | Szolnok – Kőbánya-Kispest – Székesfehérvár – Balatonfüred – Zánka-Erzsébettábor (május elejétől június közepéig, és szeptemberben hétfőnként, szerdánként és péntekenként | gyorsvonati kocsik                                            |
| Ex Alföld            | Budapest-Nyugati – Cegléd – Kecskemét – Kiskunfélegyháza – Szeged (nyári főszezonban 2 óránként; korábban IC vonatként közlekedett) | Stadler KISS                                                  |
| Ex Aranyhíd          | Szeged – Kecskemét – Cegléd – Kőbánya-Kispest – Budapest-Kelenföld – Székesfehérvár – Siófok – Fonyód (nyári főszezonban naponta; korábban tovább közlekedett Balatonszentgyörgyre, illetve Keszthelyre) | gyorsvonati kocsik                                            |
| Ex Aranypart         | Záhony – Nyíregyháza – Debrecen – Szolnok – Cegléd – Budapest-Kelenföld – Székesfehérvár – Siófok – Fonyód (nyári főszezonban naponta; korábban tovább közlekedett Keszthelyre) | gyorsvonati kocsik                                            |
| Ex Campus            | Záhony – Nyíregyháza – Debrecen – Szolnok – Cegléd – Budapest-Nyugati, vissza csak Nyíregyházáig közlekedik (iskolaidőben, Nyíregyháza felé pénteken, Budapest felé vasárnap; korábban Szeged és Miskolc között közlekedett) | Stadler FLIRT (Nyíregyháza felé) Stadler KISS (Budapest felé) |
| Ex Csabai Tekergő    | Békéscsaba – Szolnok – Cegléd – Kőbánya-Kispest – Budapest-Kelenföld – Székesfehérvár – Balatonfüred – Tapolca (nyári főszezonban hétvégén; korábban sebesvonatként közlekedett) | gyorsvonati kocsik                                            |
| Ex Ezüstpart         | Miskolc-Tiszai – Füzesabony – Hatvan – Budapest-Kelenföld – Székesfehérvár – Siófok – Fonyód (nyári főszezonban naponta; korábban tovább közlekedett Keszthelyre és Sátoraljaújhelyre; 2019-ben a 80a vonal felújítása miatt Gödöllő helyett Jászberényen keresztül terelve közlekedett) | gyorsvonati kocsik                                            |
| Ex Fenyves           | Pécs – Dombóvár alsó – Kaposvár – Fonyód – Balatonszentgyörgy – Keszthely – Tapolca – Balatonakali-Dörgicse (március közepétől november elejéig hétvégén, májustól szeptemberig hétköznapokon is, nyári főszezonban 2-3 pár, főszezonon kívül csak 1 pár, Keszthely és Tapolca között csak nyári főszezonban, Keszthely és Balatonakali-Dörgicse között csak május elejétől június közepéig, illetve szeptemberben hétfőnként, szerdánként és péntekenként közlekedik; 2023-ban sebesvonatként közlekedett) | gyorsvonati kocsik                                            |
| Ex Fenyves           | Kaposvár – Fonyód – Balatonszentgyörgy – Keszthely – Tapolca (nyári főszezonban 2 óránként) | gyorsvonati kocsik                                            |
| Ex Jégmadár          | Fonyód – Zamárdi – Siófok – Székesfehérvár – Budapest-Kelenföld – (Kőbánya felső) – Felsőgöd – Vác – Szob (nyári főszezonban naponta, elő ,-és utószezonban csak hétvégén, Kőbánya felsőn csak elő ,-és utószezonban, főszezonban csak hétköznap áll meg; korábban sebesvonatként közlekedett a Keleti pályaudvar és Balatonszentgyörgy között) | Stadler KISS                                                  |
| Ex Kék Hullám        | Budapest-Déli – Székesfehérvár – Balatonfüred – Tapolca (elő- és utószezonban 2 óránként; nyári főszezonban IC vonatként közlekedik, de expresszvonati kocsikat is továbbít; korábban sebesvonatként közlekedett) | gyorsvonati kocsik                                            |
| Ex Kék Hullám        | Budapest-Déli – Székesfehérvár – Balatonfüred – Tapolca – Celldömölk – Szombathely (elő- és utószezonban naponta; nyári főszezonban IC vonatként közlekedik, de expresszvonati kocsikat is továbbít; korábban sebesvonatként közlekedett) | gyorsvonati kocsik                                            |
| Ex Napfürdő          | Budapest-Déli – Siófok – Fonyód – Balatonszentgyörgy (nyári főszezonban hétvégén; korábban Szolnok – Fonyód viszonylatban közlekedett; 2015-ben sebesvonatként, illetve 2020-ban gyorsvonatként közlekedett; 2023-ban InterRégió vonatként közlekedett Balatonszemes és Kőbánya-Kispest között) | Stadler FLIRT                                                 |
| Ex Napfürdő          | Fonyód – Siófok – Budapest-Déli (nyári főszezonban hétvégén, csak ebben a viszonylatban) | Stadler FLIRT                                                 |
| Ex Panoráma          | Nyíregyháza – Szolnok – Kőbánya-Kispest – Székesfehérvár – Siófok (nyári főszezonban hétvégén; korábban Fonyód – Kőbánya-Kispest között közlekedett; a budapesti Gyermekvasúton ugyanezen a néven különvonat is szokott közlekedni) | Stadler KISS                                                  |
| Ex Retro Istria      | Budapest-Keleti – Székesfehérvár – Balatonfüred –Tapolca – Ukk – Zalaegerszeg-Ola – Őriszentpéter – Őrihodos – Maribor – Ljubljana – Koper/Fiume (Rijeka) (június végétől augusztus végéig naponta; korábban a Déli pályaudvarról közlekedett Veszprémen keresztül) | fekvőhelyes és hálókocsik                                     |
| Ex Sajó              | Budapest-Keleti – Miskolc-Gömöri – Kazincbarcika (iskolaidőben, Kazincbarcika felé pénteken, Budapest felé vasárnap; 2020 előtt IC vonatként közlekedett Budapest-Keleti és Miskolc-Tiszai között) | Stadler FLIRT                                                 |
| Ex Sugovica          | Baja – Bátaszék – Szekszárd – Budapest-Déli (iskolaidőben vasárnaponként, csak ebben a viszonylatban; korábban a Keleti pályaudvarra közlekedett, 2012 előtt IC vonatként közlekedett) | Siemens Desiro                                                |
| Ex Szabolcsi Tekergő | Záhony – Nyíregyháza – Debrecen – Szolnok – Cegléd – Budapest-Kelenföld – Székesfehérvár – Balatonakarattya – Balatonfüred – Zánka-Erzsébettábor (nyári főszezonban naponta) | gyorsvonati kocsik                                            |
| Ex Tenkes            | Budapest-Déli – Sárbogárd – Dombóvár – Pécs (iskolaidőben, Pécs felé pénteken, Budapest felé vasárnap; korábban IC vonatként közlekedett) | Stadler FLIRT                                                 |

### Jelenleg nem közlekedő
| Név             | Útvonala |
| --------------- | --- |
| Ex Adria        | Budapest-Keleti – Székesfehérvár – Siófok – Fonyód – Balatonszentgyörgy – Nagykanizsa – Gyékényes – Split/Fiume (Rijeka) (egy időben gyorsvonatként közlekedett, jelenleg IC vonatként közlekedik csak Splitbe) |
| Ex Agram        | Budapest-Déli – Székesfehérvár – Siófok – Fonyód – Balatonszentgyörgy – Nagykanizsa – Gyékényes – Zágráb (jelenleg IC vonatként közlekedik) |
| Ex Arrabona     | Záhony – Nyíregyháza – Debrecen – Szolnok – Budapest-Keleti – Győr – Hegyeshalom – Bécs; korábban Budapest – Sopron – Bécs viszonylatban, valamint Budapest és Sopron között közlekedett, illetve egy időben a Lőver Expresszel egyesítve közlekedett (jelenleg IC vonatként közlekedik Győr és Budapest-Keleti között) |
| Ex Avala        | Budapest-Keleti – Kiskunhalas – Kelebia – Belgrád (később gyorsvonatként, illetve IC és EC vonatként közlekedett Belgrád – Bécs, illetve egy időben Prága – Belgrád között) |
| Ex Badacsony    | Budapest-Déli – Balatonfüred – Tapolca |
| Ex Bakony–Őrség | Budapest-Déli – Székesfehérvár – Veszprém – Boba – Szombathely (jelenleg IC vonatként közlekedik "Bakony IC" néven) |
| Ex Balaton      | Budapest-Déli – Székesfehérvár – Siófok – Fonyód – Balatonszentgyörgy – Keszthely (jelenleg IC vonatként közlekedik, de májustól szeptemberig Expresszvonati kocsikat is továbbít) |
| Ex Balkán       | Budapest-Keleti – Kunszentmiklós-Tass – Kiskőrös – Kiskunhalas – Kelebia – Belgrád – Isztambul |
| Ex Baranya      | Budapest-Déli – Dombóvár – Pécs – Villány – Harkány (Pécs és Harkány között csak külön rendeletre közlekedett, Budapest és Dombóvár között a gyékényesi Somogy Expresszel egyesítve közlekedett; később IC vonatként közlekedett hol a Déli-, hol a Keleti PU.-ról; megszűnt 2022. december 10-én) |
| Ex Beograd      | Belgrád – Kelebia – Kiskunhalas – Budapest-Keleti – Győr – Hegyeshalom – Bécs (később gyorsvonatként közlekedett Budapest és Belgrád között) |
| Ex Borsod       | Budapest-Keleti – Miskolc-Tiszai (később IC vonatként közlekedett) |
| Ex Budapest     | Budapest-Nyugati – Szolnok – Debrecen – Nyíregyháza – Záhony – Csap – Lemberg – Kijev – Moszkva |
| Ex Ciklámen     | Budapest-Keleti – Győr – Sopron, közvetlen kocsival Győr – Celldömölk (egy időben a Déli pályaudvarról közlekedett; később IC vonatként közlekedett hol a Déli-, hol a Keleti PU.-ról, illetve egy időben Sopronból tovább közlekedett Bécsújhelyre) |
| Ex Csaba        | Budapest-Keleti – Szolnok – Békéscsaba (egy időben tovább közlekedett Kötegyánba) |
| Ex Dacia        | Bukarest – Arad – Lőkösháza – Békéscsaba – Szolnok – Budapest-Keleti – Győr – Hegyeshalom – Bécs (később nemzetközi gyorsvonatként közlekedett; jelenleg EuroCity vonatként közlekedik) |
| Ex Esti Csók    | Fonyód – Zamárdi – Siófok – Székesfehérvár – Kőbánya-Kispest (2023 óta InterRégió vonatként közlekedik) |
| Ex Favorit      | Lipcse – Fonyód / Balatonfüred |
| Ex Füred        | Budapest-Déli – Balatonfüred |
| Ex Gemenc       | Budapest-Keleti – Szekszárd – Bátaszék – Baja (2012 előtt IC vonatként közlekedett; egy időben a Déli pályaudvarra közlekedett; 2021. április 11 óta InterRégió vonatként közlekedik Székesfehérvár és Baja között) |
| Ex Göcsej       | Budapest-Déli – Székesfehérvár – Veszprém – Boba – Ukk – Zalaegerszeg (egy időben Veszprém helyett Balatonfüred – Tapolcán keresztül közlekedett; jelenleg IC vonatként közlekedik Boba érintése nélkül) |
| Ex Gradec       | Budapest-Déli – Székesfehérvár – Siófok – Fonyód – Balatonszentgyörgy – Nagykanizsa – Gyékényes – Zágráb (korábban gyorsvonatként, később IC vonatként közlekedett; megszűnt 2022. szeptember 11-én) |
| Ex Hajdú        | Budapest-Nyugati – Szolnok – Debrecen – Nyíregyháza – Záhony (később IC vonatként közlekedett hol a Keleti-, hol a Nyugati PU.-ról) |
| Ex Helikon      | Budapest-Déli – Siófok – Keszthely (később IC vonatként közlekedett; jelenleg InterRégió vonatként közlekedik Pécs/Kaposvár és Győr között) |
| Ex Hellas       | Budapest-Keleti – Kunszentmiklós-Tass – Kiskőrös – Kiskunhalas – Kelebia – Belgrád – Isztambul |
| Ex Hungária     | Budapest-Nyugati – Szob – Párkány – Pozsony – Prága – Berlin (korábban gyorsvonatként, jelenleg EuroCity vonatként közlekedik, immár Hamburgig meghosszabbítva) |
| Ex Istria       | Budapest-Déli – Székesfehérvár – Veszprém – Zalaegerszeg – Őriszentpéter – Őrihodos – Ljubljana – Koper/Fiume (nyári időszakban naponta; Budapest-Boba között a Celldömölkre közlekedő személyvonattal egyesítve közlekedik, visszafelé pedig a Göcsej IC-vel egyesítve közlekedik; a Veszprém és Ajka közötti felújítás miatt kerülő úton közlekedett, 2018-ban Balatonfüred – Tapolca – Ukkon keresztül, 2022-ben meg Győrön, Szombathelyen át közlekedett a Savaria IC-vel egyesítve a Keleti pályaudvarról; 2023 óta "Retro Istria Expressz" néven közlekedik, jelenleg a Keleti pályaudvarról közlekedik Balatonfüred–Tapolcán keresztül) |
| Ex Kapos        | Budapest-Keleti – Dombóvár – Kaposvár – Gyékényes (2012 előtt, illetve a 40a vonal 2018-19-es felújítása alatt IC vonatként közlekedett a Déli pályaudvarról) |
| Ex Körös        | Budapest-Keleti – Szolnok – Békéscsaba – Gyula (jelenleg IC vonatként közlekedik Aradra) |
| Ex Lesence      | Keszthely – Tapolca – Celldömölk – Szombathely (2023-ban, illetve 2025 óta sebesvonatként közlekedik) |
| Ex Lilla        | Budapest-Keleti – Miskolc-Tiszai – Nyíregyháza |
| Ex Lillafüred   | Budapest-Keleti – Miskolc-Tiszai – Nyíregyháza – Záhony (később IC vonatként közlekedett Budapest és Miskolc között; egy időben Sátoraljaújhely – Keleti pu. – Győr viszonylatban közlekedett) |
| Ex Lővér        | Budapest-Keleti – Győr – Csorna – Sopron (egy időben a Déli pályaudvarról közlekedett, illetve egy időben az Arrabona Expresszel egyesítve közlekedett; később IC vonatként közlekedett; megszűnt 2024. december 14-én) |
| Ex Maros        | Budapest-Nyugati – Kecskemét – Szeged (jelenleg IC vonatként közlekedik Budapest-Keleti pu. és Arad között) |
| Ex Mecsek       | Budapest-Déli – Dombóvár – Pécs (jelenleg IC vonatként közlekedik a Keleti pályaudvarról) |
| Ex Meridián     | Budapest-Keleti – Kiskunhalas – Kelebia – Szabadka – Újvidék – Belgrád (később gyorsvonatként közlekedett) |
| Ex Napfény      | Budapest-Nyugati – Kecskemét – Szeged (jelenleg IC vonatként közlekedik) |
| Ex Polonia      | Varsó – Fülek – Salgótarján – Budapest-Keleti – Kelebia – Belgrád (jelenleg EuroCity vonatként közlekedik Varsó és Bécs között) |
| Ex Rákóczi      | Budapest-Keleti – Miskolc-Tiszai – Kassa – Poprád, közvetlen kocsival Miskolc-Tiszai – Ózd (Kassa és Poprád között csak nyári időszakban közlekedett, később gyorsvonatként, IC-ként és EC-ként is közlekedett Budapest és Kassa között; megszűnt a 2020/2021-es menetrend váltással egyidőben) |
| Ex Savaria      | Budapest-Déli – Székesfehérvár – Veszprém – Boba – Szombathely (jelenleg IC vonatként közlekedik Budapest-Keleti – Győr – Csorna – Szombathely – (Szentgotthárd) viszonylatban) |
| Ex Sió          | Budapest-Déli – Siófok – Balatonszemes |
| Ex Siófok       | Budapest-Déli – Siófok – Fonyód – Keszthely |
| Ex Somogy       | Budapest-Déli – Dombóvár – Kaposvár – Gyékényes (jelenleg IC vonatként közlekedik a Keleti pályaudvarról) |
| Ex Strandidő    | Békéscsaba – Szolnok – Kőbánya-Kispest – Budapest-Kelenföld – Siófok – Fonyód – Balatonfenyves (2021 nyarán közlekedett 2 hetente szombatonként, a MÁV Rail Tours üzemeltette külön díjszabással, az utolsó néhány alkalommal már csak Fonyódig közlekedett) |
| Ex Szabolcs     | Budapest-Nyugati – Szolnok – Debrecen – Nyíregyháza – Záhony (később IC vonatként közlekedett hol a Keleti-, hol a Nyugati PU.-ról Nyíregyházára) |
| Ex Szeged       | Budapest-Nyugati – Kecskemét – Szeged |
| Ex Talentum     | Győr – Komárom – Tatabánya – Budapest-Keleti |
| Ex Tanúhegy     | Győr – Celldömölk – Tapolca – Keszthely (2020 és 2022 között nem közlekedett; 2023-ban sebesvonatként közlekedett; 2025 óta ismét sebesvonatként közlekedik, immár Szombathelyről) |
| Ex Tekergő      | Balatonfüred – Székesfehérvár – Budapest-Kelenföld (megszűnt 2023. augusztus 20-án; korábban gyorsvonatként, illetve sevesvonatként is közlekedett a Déli pályaudvarig, valamint Kőbánya-Kispestig, Szolnokig, Záhonyig és Szombathelyig is; jelenleg sebesvonatként közlekedik Tapolca és Budapest-Kelenföld között) |
| Ex Tihany       | Budapest-Déli – Székesfehérvár – Balatonfüred – Tapolca (később IC vonatként közlekedett) |
| Ex Tisza        | Budapest-Keleti – Szolnok – Debrecen – Nyíregyháza – Záhony – Csap – Kijev – Moszkva (egy időben Miskolc – Sátoraljaújhely – Újhelyen keresztül közlekedett, illetve egy időben a Nyugati pályaudvarra közlekedett Cegléden keresztül, illetve egy időben gyors-, és IC vonatként is közlekedett; jelenleg EuroCity vonatként közlekedik Csap – Záhony – Nyíregyháza – Debrecen – Keleti pu. – Győr – Hegyeshalom – Bécs viszonylatban) |
| Ex Tisza-tó     | Budapest-Keleti – Füzesabony – Tiszafüred – Balmazújváros (2023. május 1 óta sebesvonatként közlekedik, jelenleg csak Hortobágyig) |
| Ex Tokaj        | Budapest-Keleti – Miskolc-Tiszai – Nyíregyháza (jelenleg IC vonatként közlekedik Budapest-Keleti – Miskolc-Tiszai – Nyíregyháza – Debrecen – Budapest-Nyugati viszonylatban) |
| Ex Tópart       | Budapest-Déli – Székesfehérvár – Siófok – Fonyód – Balatonszentgyörgy – Nagykanizsa – (Gyékényes) (jelenleg IC vonatként közlekedik, de májustól szeptemberig Expresszvonati kocsikat is továbbít) |
| Ex Urpin        | Budapest-Keleti – Hatvan – Salgótarján – Somoskőújfalu – Fülek – Zólyom (jelenleg gyorsvonatként közlekedik Pozsony – Zólyom – Besztercebánya viszonylatban) |
| Ex Vaskakas     | Budapest-Keleti – Tatabánya – Komárom – Győr |
| Ex Venezia      | Budapest-Keleti – Székesfehérvár – Siófok – Fonyód – Nagykanizsa – Murakeresztúr – Csáktornya – Ljubljana – Trieszt – Velence–Santa Lucia (később EuroNight vontként közlekedett Gyékényes – Zágrábon át) |
| Ex Vitorlás     | Szolnok – Nagykáta – Budapest-Kelenföld – Székesfehérvár – Siófok – Zamárdi – Fonyód (2023 óta InterRégió vonatként közlekedik) |
| Ex Zemplén      | Budapest-Keleti – Miskolc-Tiszai – Szerencs – Sátoraljaújhely (jelenleg IC vonatként közlekedik) |
| Ex Zselic       | Budapest-Déli – Dombóvár – Kaposvár – Gyékényes (Budapest és Dombóvár között a pécsi Mecsek Expresszel egyesítve közlekedett; később IC vonatként közlekedett a Keleti pályaudvarról) |

### Külön és nosztalgia vonatok
| Név                     | Útvonala |
| ----------------------- | --- |
| Ex Attila               | Budapest-Keleti – Szolnok – Szentes – Hódmezővásárhely – Makó (2022. október 1-én közlekedett emlék különvonatként) |
| Ex Boronka              | Keszthely – Balatonszentgyörgy – Marcali – Mesztegnyő – Böhönye (2023. október 21-én és 2024. október 19-én közlekedett emlék különvonatként) |
| Ex Busó                 | Rákosrendező – Újpalota – Budapest-Kelenföld – Dombóvár – Mohács (a mohácsi busójárásra alkalmából közlekedik) |
| Ex Cicege               | Budapest-Nyugati – Tatabánya – Komárom – Pápa (2022 nosztalgia hétvégén közlekedett) |
| Ex Csíksomlyó           | Szombathely – Sopron – Győr – Budapest-Keleti – Szolnok – Biharkeresztes – Nagyvárad – Kolozsvár – Gyimesbükk (pünkösd alkalmából közlekedik különvonatként) |
| Ex EKF Retro            | Budapest-Keleti – Székesfehérvár – Veszprém (2023-ban a veszprémi retró hétvége alkalmából közlekedett) |
| Ex Gyertyafény          | Budapest-Nyugati – Gödöllő (Márton ,-és Valentin-nap alkalmából közlekedik) |
| Ex Inzsellér            | Budapest-Keleti – Kál-Kápolna – Kisköre – Kisújszállás – Szolnok – Lakitelek – Kunszentmárton – Szentes – Szolnok – Budapest-Keleti (2023. október 7–8-án közlekedett emlék különvonatként) |
| Ex Isonzó               | Budapest-Keleti – Székesfehérvár – Siófok – Nagykanizsa – Gyékényes – Zágráb – Ljubljana – Nova Gorica – Most na Soči (2015. július 20 és 23. között közlekedett emlék különvonatként) |
| Ex Isonzó               | Budapest-Keleti – Győr – Sopron – Bécsújhely – Semmering – Ljubljana – Nova Gorica – Most na Soči (2016. július 17 és 21. között közlekedett emlék különvonatként) |
| Ex József Attila        | Békéscsaba – Orosháza – Hódmezővásárhely – Makó – Újszeged – Makó – Mezőhegyes – Battonya – Mezőhegyes – Orosháza – Békéscsaba (2025. április 12-én közlekedett különvonatként) |
| Ex Kapos–Hegyhát        | Dombóvár – Komló – Dombóvár alsó – Kaposvár – Kapostüskevár – Dombóvár alsó – Komló – Dombóvár (2024. november 23-án közlekedett különvonatként) |
| Ex Kárpátalja           | Budapest-Nyugati – Miskolc-Tiszai – Záhony – Csap – Beregszász – Nagyszőlős – Nevetlenfalu – Szatmárnémeti – Érmihályfalva – Nyírábrány – Debrecen – Budapest-Nyugati (2010. március 19–20-án közlekedett) |
| Ex Kárpátalja           | Budapest-Nyugati – Miskolc-Tiszai – Sátoraljaújhely – Újhely – Ágcsernyő – Csap – Beregszász – Tiszaújlak – Mezőgecse – Nagyszőlős – Ilosva – Komlós – Beregszász – Nagybereg – Beregszász – Mezőgecse – Beregszász – Nevetlenfalu – Halmi – Szatmárnémeti – Érmihályfalva – Nyírábrány – Debrecen – Budapest-Nyugati (2011. szeptember 9 és 11. között közlekedett) |
| Ex Kárpátalja           | Budapest-Nyugati – Debrecen – Nyírábrány – Érmihályfalva – Szatmárnémeti – Halmi – Nevetlenfalu – Nagyszőlős – Királyháza – Nagyszőlős – Tiszapéterfalva – Batár – Visk – Nagyszőlős – Beregszász – Csap – Perbenyik – Újhely – Sátoraljaújhely – Miskolc-Tiszai – Budapest-Nyugati (2012. szeptember 7 és 9. között közlekedett)                                    |
| Ex Kérész               | Budapest-Nyugati – Cegléd – Szolnok – Karcag – Tiszafüred (2025. július 19-én közlekedett) |
| Ex Krepuska             | Budapest-Keleti – Hatvan – Somoskőújfalu (2024. február 10-én közlekedett emlék különvonatként, Somoskőújfalu felé Pásztó, Budapest felé Recsk-Parádfürdő érintésével) |
| Ex Lentia               | Budapest-Nyugati – St. Pölten – Melk – Linz (2025. május 17-én közlekedett) |
| Ex Levendula            | Budapest-Nyugati – Balatonfüred (2018. június 23-án közlekedett a tihanyi "Te szedd magad a levendulát!" akció alkalmából) |
| Ex Levendula            | Budapest-Keleti – Balatonfüred – Tapolca (2025-ben a balatoni Retró Hétvége alkalmából közlekedett) |
| Ex Mátra-vidéki Tekergő | Miskolc-Tiszai – Füzesabony – Kál-Kápolna – Recsk-Parádfürdő – Kisterenye (2025. augusztus 2-án közlekedett különvonatként) |
| Ex Moravia              | Budapest-Nyugati – Tatabánya – Komárom – Révkomárom – Brno Hl. n. (2021 nosztalgia hétvégén közlekedett) |
| Ex Ödön                 | Budapest-Keleti – Siófok – Somogyaszaló – Kaposvár – Fonyód – Siófok – Budapest-Keleti (2022. május 28-án közlekedett emlék különvonatként) |
| Ex Pisztráng            | Budapest-Nyugati – Székesfehérvár – Balatonfüred – Tapolca – Keszthely – Siófok – Székesfehérvár – Budapest-Nyugati (2022. október 1-én közlekedett különvonatként a tapolcai Pisztráng Fesztivál alkalmából) |
| Ex Pivo                 | Kőbánya felső – Komárom – Győr – Brno Hl. n. |
| Ex Rijeka Karnevál      | Budapest-Keleti – Érd felső – Székesfehérvár – Siófok – Fonyód – Balatonszentgyörgy – Nagykanizsa – Gyékényes – Fiume (Rijeka) (a Rijeka Karnevál alkalmából közlekedik) |
| Ex Semmering            | Budapest-Nyugati – Tatabánya – Komárom – Győr – Semmering – Mürzzuschlag (Évente 4 alkalommal közlekedik) |
| Ex Szentivánéji Álom    | Budapest-Nyugati – Komárom – Győr – Krems a.d. Donau – Spitz a.d. Donau (Évente 1 alkalommal közlekedik) |
| Ex Tiszavirág           | Szeged – Hódmezővásárhely – Makó (2023. május 21-én közlekedett a "Csörgő 50" rendezvény keretén belül, csak ebben a viszonylatban, ellenkező irányba Hódmezővásárhely – Szentes – Szolnokon keresztül a budapesti Nyugati PU-ra közlekedett "Makói Gyorsvonat" néven)                                                                                               |
| Ex Tiszazug             | Szentes – Kunszentmárton – Lakitelek (2024. augusztus 10-én közlekedett különvonatként) |
| Ex Tomek                | Budapest-Keleti – Komárom – Révkomárom – Érsekújvár – Nagyszombat – Břeclav (2025. április 12-én közlekedett emlék különvonatként) |
| Ex Travelorigo Advent   | Budapest-Keleti – Győr – Hegyeshalom – Bécs (2022. december 17-én adventi nap alkalmából közlekedett) |
| Ex Zsuzsanna            | Budapest-Nyugati – Szerencs – Sárospatak – Kassa – Rozsnyó – Fülek – Somoskőújfalu – Budapest-Nyugati (2019. szeptember 28–29-én közlekedett emlék különvonatként) |

### Érdekesség
Egy időben a Mátravasút szalajkaházi vonalán is közlekedtek Expresszvonatok, amik csak abban különböztek a többi vonattól, hogy nagyon kevés helyen álltak meg, és semmi kiegészítő jegyet nem kellett rá váltani, viszont a nagyvasúthoz hasonlóan ezek is külön neveket kaptak (Bajcsy Endre, Galya, Messzejáró).